# Клуб Александра Яценко
Клуб бомбардиров украинского футзала (также клуб Александра Яценко) — список украинских мини-футболистов, забивших 250 и более мячей в матчах украинских команд на наивысшем уровне, названный в честь запорожского мини-футболиста Александра Яценко, который первым достиг этой отметки.

## История возникновения
Список лучших бомбардиров украинского мини-футбола был впервые создан в 2010 году одесским журналистом Сергеем Чайкой. Ещё в советские времена существовал символический клуб Григория Федотова, в который входили футболисты, забившие 100 мячей. Но так как средняя результативность в мини-футболе выше и составляла по подсчётам функционеров мини-футбола СССР два с половиной мяча за игру, в качестве планки для мини-футбольных бомбардиров была выбрана цифра в 250 мячей. Первым бомбардиром в истории мини-футбола СНГ, забившим столько голов на высшем уровне, стал Константин Ерёменко, именем которого и был назван клуб бомбардиров в России. По аналогии с ним, украинский список включал игроков, забивших 250 и более мячей в чемпионатах, кубке и суперкубке Украины, в европейских кубках, а также в составе национальной и студенческой сборной страны
Впервые список был опубликован в 2010 году. В него вошло 11 мини-футболистов, однако было отмечено, что так как подробная статистика по некоторым турнирам недоступна, то число членов клуба Александра Яценко могло бы быть больше. В частности, в него могли войти Виктор Бакум (201 мяч) и Сергей Сытин (243 мяча). Вплоть до 2013 года в списке бомбардиров происходили небольшие перестановки, однако количество футболистов, достигших отметки в 250 мячей, оставалось неизменным. Однако 11 ноября 2013 года по итогам очередного тура чемпионата Украины список пополнился сразу двумя бомбардирами: в символический клуб вошли Александр Хурсов и Валерий Замятин.

## Список
По состоянию на 12 декабря 2013 года в список входили:
- Игорь Москвичёв (733 мяча),
- Александр Косенко (423),
- Максим Павленко (411[5]),
- Сергей Коридзе (400),
- Виталий Брунько (398),
- Рамиз Мансуров (334),
- Валентин Цвелых (321[5]),
- Олег Мирошник (311),
- Александр Яценко (296),
- Георгий Мельников (272),
- Игорь Краевский (258),
- Валерий Замятин (250[6]),
- Александр Хурсов (250[6]).

Полужирным шрифтом выделены действующие футболисты.
Ближайшими кандидатами на вхождение в клуб Александра Яценко являются Евгений Рогачёв (233 мяча), Валерий Легчанов (227), Денис Овсянников (226), Виталий Нестерук (221), Александр Кондратюк (196).